# Rockstar 101
"Rockstar 101" é uma canção da cantora barbadense Rihanna, gravada para o seu quarto álbum de estúdio Rated R. Conta com a participação do guitarrista norte-americano Slash, com composição pela própria cantora em conjunto com Terius Nash, Christopher Stewart, sendo que estes dois últimos também estiveram a cargo da produção. A sua gravação decorreu em 2009, nos estúdios Serenity Sound Studios em Los Angeles, The Boom Boom Room em Burbank, ambos localizados na Califórnia, e ainda nos Triangle Sound Studios em Atlanta, Geórgia. O tema foi enviado para as áreas radiofónicas mainstream e rhythmic através da Def Jam Recordings a 18 de Maio de 2010, servindo como quarto single do projecto. Cinco dias depois, foi disponibilizado digitalmente em formato extended play (EP) na extinta Masterbeat e um mês depois na iTunes Store dos Estados Unidos.
Deriva de origens estilísticas de rock e dubstep, que infunde som electrónico com uma mistura de sintetizadores. A sua sonoridade é composta através dos vocais, juntando ainda acordes de guitarra do profissional Slash. Liricamente, o tema mostra a forma de vida que uma estrela de rock leva, segundo a visão de Rihanna. A recepção por parte da crítica sobre música foi mista, complementando a sua sonoridade denominada como "agressiva" e realçaram a inclusão de Slash como um aspecto negativo. Após o seu lançamento, o desempenho comercial da obra foi bem sucedido para o mercado principal para o qual foi lançado, conseguindo alcançar a 64.ª posição na Billboard Hot 100 e a segunda na Dance/Club Play Songs. Entrou ainda na ARIA Singles Chart, posicionando-se no 24.º lugar como melhor, e debutou ainda na tabela musical da Coreia do Sul em 61.º lugar.
O vídeo musical foi filmado em Abril de 2010, com a direcção de Melina Matsoukas, que já tinha trabalhado anteriormente com Rihanna em "Hard" e "Rude Boy". O teledisco foi lançado a 25 de Maio do mesmo ano através do serviço VEVO. Inclui a cantora fazendo várias poses de guitarristas intemporais, retratando inclusive o próprio Slash, como forma de homenagem por este não ter participado no vídeo. A faixa recebeu várias interpretações ao vivo como parte da sua divulgação, como na nona temporada do programa American Idol e fez parte do alinhamento das digressões mundiais Last Girl on Earth Tour em 2011, que passou por cidades como Antuérpia, Zurique, Toronto e Las Vegas, e ainda na Diamonds World Tour em 2013.

## Antecedentes e divulgação

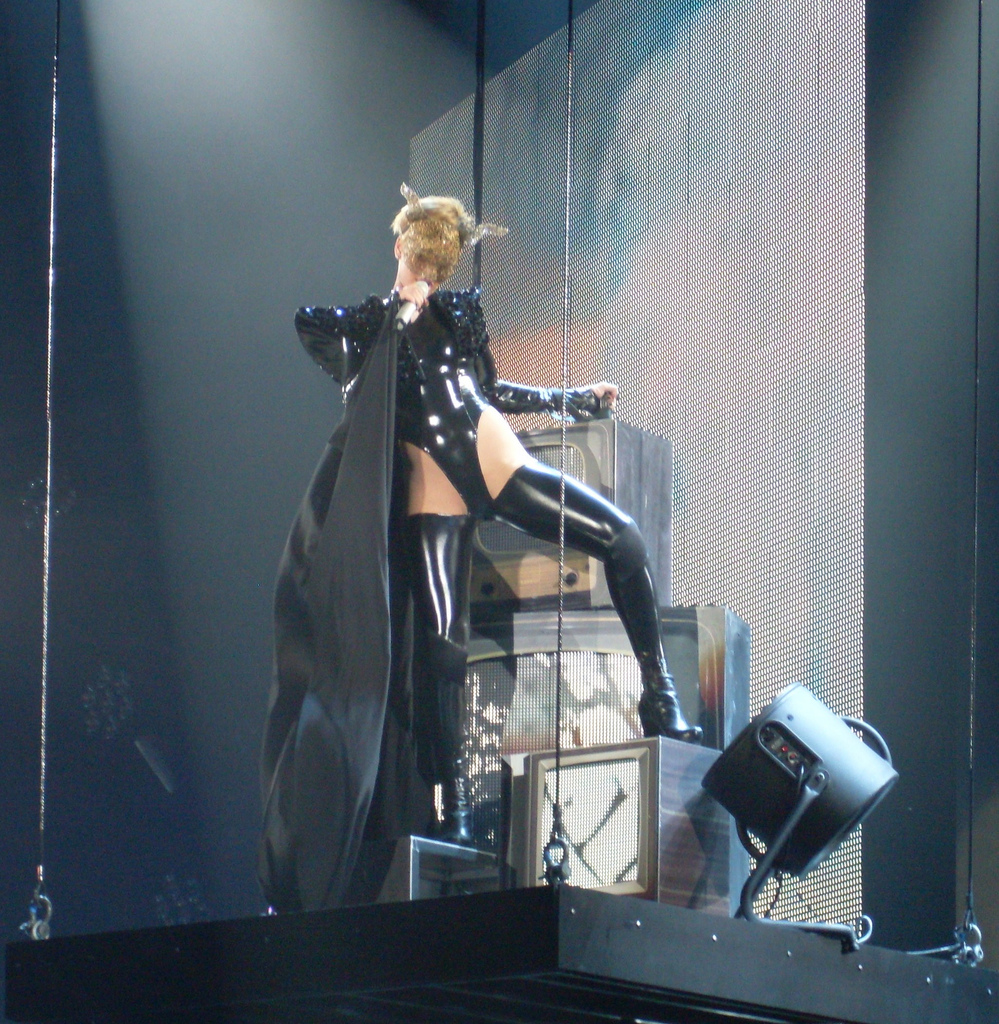
Rihanna a interpretar "Rockstar 101" na digressão mundial Last Girl on Earth Tour.

Originalmente, "Te Amo" foi confirmado como single para promover Rated R e suceder a "Rude Boy". Contudo, a dias da actuação de Rihanna no programa norte-americano American Idol, a editora discográfica Def Jam decidiu antes lançar "Rockstar 101" como faixa de trabalho direccionada para o mercado dos Estados Unidos. A decisão foi confirmada por Ryan Seacrest durante uma entrevista após a actuação no concurso musical. Depois do espectáculo, Rihanna em conversa com a ET Online afirmou o seguinte:
| “ | É muito excitante. É a minha primeira vez a actuar no American Idol, e é um pouco cansativo porque nós estamos a meio dos ensaios para a nova digressão, e esta experiência é muito exigente, apenas tivemos de nos adaptar. | ” |

O tema foi enviado para as áreas radiofónicas norte-americanas mainstream e rhythmic através da Def Jam Recordings a 18 de Maio de 2010, servindo como quarto single do projecto. Cinco dias depois, foi disponibilizado digitalmente um conjunto de remisturas a partir da faixa original em formato extended play (EP) na extinta Masterbeat e um mês depois na iTunes Store dos Estados Unidos. Na Austrália, a editora também enviou a música para as estações locais a 19 de Julho.
A sua divulgação começou na nona edição do American Idol a 7 de Abril de 2010, transmitida em directo pela FOX. A cantora interpretou ao vivo a obra com um guarda-roupa constituído por um fato preto acompanhada de uma guitarra preta Gibson Flying V também, exibindo como pano de fundo o logótipo "R" metálico de promoção do álbum. O guitarrista português Nuno Bettencourt fez um solo de guitarra quando se juntou a Rihanna no palco. Brian Mansfield do jornal USA Today considerou que esta actuação tinha sido "meio-cantada, meio-falada, e exagerada, sendo que a jovem "está a tentar parecer mais do que actualmente é, claro, isso é uma grande parte do rock 'n' roll". A faixa também fez parte do alinhamento oficial das digressões mundiais Last Girl on Earth Tour e Diamonds World Tour.

## Estilo musical e letra
"Rockstar 101" é uma canção de tempo moderado que incorpora elementos de estilo rock e dubstep produzida pelos norte-americanos Tricky Stewart e The-Dream. A sua gravação decorreu em 2009, nos estúdios Serenity Sound em Los Angeles, The Boom Boom Room em Burbank, ambos localizados na Califórnia, e ainda nos Triangle Sound Studios em Atlanta, Geórgia. A sua composição foi construída com acordes de guitarra por Tim Stewart, vocais e teclado trabalhado por Monte Neuble. A produção vocal ficou a cargo de Makeba Riddick, a engenharia por Marcos Tovar, Brian Thomas, Andrew Wuepper, Chris O’Ryan e Pat Thrall, com assistência de Luis Navarro, AJ Clark, Jason Sherwood e Steven Dennis. Por fim, o processo de mistura foi concebido por Jayen Joshua, assistido por Giancarlo Lino. O extended play (EP) intitulado Rockstar 101: The Remixes providencia adaptações aos géneros de música electrónica e dance, com a edição por um conjunto de múltiplos DJ e misturadores.
A letra foi escrita pela própria Rihanna, em conjunto com The-Dream e Stewart. Liricamente, o tema mostra a forma de vida que uma estrela de rock leva, segundo a visão da artista. Steve Jones do jornal USA Today elogiou o conteúdo da obra, e observou que era "a declaração mais reveladora nos dias de hoje", concluindo que transmitia "o seu estatuto de celebridade omnipresente ("Nunca fiz o papel de vítima / Prefiro ser a obcecada")".

## Recepção pela crítica
As críticas após o lançamento da faixa foram geralmente mistas. Leah Greenblatt da Entertainment Weekly descreveu a performance de Slash na guitarra como "agressiva". Ann Powers do jornal Los Angeles Times afirmou que "Rihanna coloca a sua forte voz [na música], atingindo o seu registo mais baixo com um olhar feroz". "'A única coisa que me falta é uma guitarra preta", ela rosna no sonho produzido por Stewart, sendo que a sua modulação pesada deixa evidente que pode continuar sem o símbolo fálico de rock definitivo", afirmou Powers, que conclui na sua análise que "a presença de Slash sente-se como uma reflexão tardia". Jon Pareles do The New York Times, no comentário feito sobre o disco, mencionou que a faixa destaca-se por ter "um forte acorde". Pareles comentou ainda o verso "Nunca fiz o papel de vítima", considerando que está ligada à forma como Rihanna foi supostamente envolvida no caso de violência doméstica contra o ex-namorado Chris Brown. Sean Fennessey da revista Spin realçou que Rihanna "trabalha muito duramente para rugir sobre as suas pertenças de rockeira", sublinhado que "ela choraminga tão preciosamente que faz pensar que é a sua primeira vez".
Emily Tartanella da publicação on-line PopMatters, durante a sua análise a Rated R, considerou que a música era "pouco brilhante", concordando com Bill Lamb do portal About.com, que ficou receoso da decisão do lançamento por parte da editora Def Jam. Lamb comentou que considerava a canção "uma das mais fracas" de todo o álbum, complementando que "parece destinada a acabar com a sequência dos três períodos consecutivos de top 10" conseguidos com os singles anteriores. Além disso, o comentador afirmou que "seria difícil ver "Rockstar 101" a obter um amplo espectro de fãs do pop a ouvi-la na rádio". Ryan Dombell da Pitchfork Media rotulou o tema como "lento e sonolento", descrevendo-o como semelhante a "G4L" e que "ambas eram mais difíceis de justificar considerando a sua insensata exibição e produção torpe". Alexis Petridis do periódico The Guardian comentou que existe "semelhança do coro de "Umbrella" ao de uma balada de estádio rock que parece ter incentivado Rihanna para cortar um homem ao meio", comparando "Rockstar 101" a "Fire Bomb" pelos seus proeminentes arranjos de guitarra.

## Vídeo musical

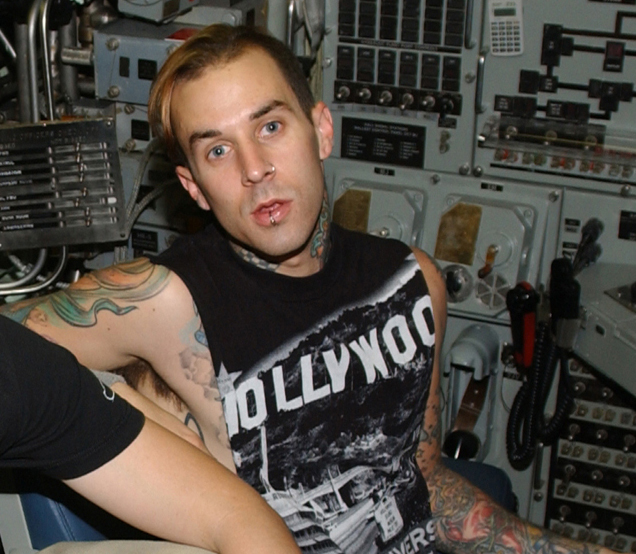
O baterista Travis Barker participa no teledisco, como parte da banda de rock de Rihanna.

O vídeo musical foi filmado durante o mês de Abril de 2010, dirigido pela norte-americana Melina Matsoukas, que já tinha trabalhado anteriormente com a cantora em "Hard" e "Rude Boy". Foi colocada uma previsão de trinta minutos do teledisco na Internet a 19 de Maio de 2010, enquanto que a versão completa estreou através do serviço VEVO a 25 de Maio. De acordo com Jayson Rodriguez da MTV News, o projecto é "uma mistura de escravidão gótica com movimentos giratórios de Rihanna e uma banda furiosa que apresenta Travis Barker na bateria". Após o lançamento do vídeo, Slash afirmou estar "lisonjeado" pela personificação que a artista fez durante o trabalho, afirmando o seguinte:
| “ | O vídeo é muito melhor com ela a ser eu do eu próprio a ser eu... considerado tudo, ela traz um elemento de sensualidade que eu provavelmente não teria sido capaz de fazer. Eu acho que é quente. Está tudo como deveria. | ” |

Durante o teledisco, Rihanna é mostrada num total de oito cenas diferentes, incluindo uma em que possui o corpo coberto de tinta preta, quase completamente nua com uma coroa de espinhos e envolta em correntes feitas por Fannie Schiavoni, numa outra com um cenário de floresta de neve com árvores, e imita ainda o icónico Slash com os seus clássicos cabelos negros encaracolados, óculos escuros e chapéu alto. Noutras passagens, a artista parte uma guitarra eléctrica preta, e também usa um fato que incorpora as cordas do instrumento baixo. O baterista da banda Blink-182, Travis Barker faz uma participação especial como parte da banda rock de Rihanna que a acompanha durante o vídeo. O trabalho visual é inspirado por vários músicos do género rock, como Nine Inch Nails e The Bravery.

## Faixas e formatos
Foi lançado um EP que contém catorze remisturas a partir da faixa original, com duração total de setenta e noventa e cinco segundos, através da iTunes Store. A extinta Masterbeat também realizou um lançamento no mesmo formato, mas apenas com doze edições numa duração total de sessenta e quatro minutos e noventa e três segundos.
| Rockstar 101: The Remixes (iTunes Store) |                                                              |         |  |
| N.º                                      | Título                                                       | Duração |  |
| 1.                                       | "Rockstar 101" (Chew Fu Teacher's Pet Fix [Dirty])           | 3:51    |  |
| 2.                                       | "Rockstar 101" (Chew Fu Teacher's Pet Fix [Clean])           | 3:51    |  |
| 3.                                       | "Rockstar 101" (Dave Audé Radio)                             | 4:18    |  |
| 4.                                       | "Rockstar 101" (Mark Picchiotti Pop Rock Radio)              | 3:58    |  |
| 5.                                       | "Rockstar 101" (Mark Picchiotti Rockin Radio)                | 3:57    |  |
| 6.                                       | "Rockstar 101" (Loose Cannons Black Guitar R-Licks Radio)    | 3:46    |  |
| 7.                                       | "Rockstar 101" (Chew Fu Teachers Pet Fix Extended [Dirty])   | 4:28    |  |
| 8.                                       | "Rockstar 101" (Chew Fu Teachers Pet Fix Extended [Clean])   | 4:28    |  |
| 9.                                       | "Rockstar 101" (Dave Audé Club)                              | 7:52    |  |
| 10.                                      | "Rockstar 101" (Mark Picchiotti Pop Rock Mix)                | 7:37    |  |
| 11.                                      | "Rockstar 101" (Mark Picchiotti Rockin Club Mix)             | 7:51    |  |
| 12.                                      | "Rockstar 101" (Loose Cannons Black Guitar R-Licks Extended) | 5:54    |  |
| 13.                                      | "Rockstar 101" (Dave Audé Dub)                               | 6:44    |  |
| 14.                                      | "Rockstar 101" (Mark Picchiotti Power Dub)                   | 7:20    |  |
| Duração total:                           | Duração total:                                               | 71:95   |  |

| Rockstar 101 Remixes (Masterbeat) |                                                              |         |  |
| N.º                               | Título                                                       | Duração |  |
| 1.                                | "Rockstar 101" (Dave Audé Radio)                             | 4:18    |  |
| 2.                                | "Rockstar 101" (Mark Picchiotti Pop Rock Radio)              | 3:58    |  |
| 3.                                | "Rockstar 101" (Mark Picchiotti Rockin Radio)                | 3:57    |  |
| 4.                                | "Rockstar 101" (Loose Cannons Black Guitar R-Licks Radio)    | 3:46    |  |
| 5.                                | "Rockstar 101" (Chew Fu Teachers Pet Fix Extended [Dirty])   | 4:28    |  |
| 6.                                | "Rockstar 101" (Chew Fu Teachers Pet Fix Extended [Clean])   | 4:28    |  |
| 7.                                | "Rockstar 101" (Dave Audé Club)                              | 7:58    |  |
| 8.                                | "Rockstar 101" (Mark Picchiotti Pop Rock Mix)                | 7:37    |  |
| 9.                                | "Rockstar 101" (Mark Picchiotti Rockin Club Mix)             | 7:31    |  |
| 10.                               | "Rockstar 101" (Loose Cannons Black Guitar R-Licks Extended) | 5:54    |  |
| 11.                               | "Rockstar 101" (Dave Audé Dub)                               | 6:44    |  |
| 12.                               | "Rockstar 101" (Mark Picchiotti Power Dub)                   | 7:20    |  |
| Duração total:                    | Duração total:                                               | 64:93   |  |

## Desempenho nas tabelas musicais
A canção estreou nas tabelas musicais a 19 de Junho de 2010, na Billboard Dance/Club Play Songs, na trigésima nona posição, atingindo mais tarde a segunda como melhor. Permaneceu durante vinte e quatro semanas, tornando-se a faixa que mais tempo permaneceu na tabela. Na semana de 14 de Agosto de 2010, entreou na posição 99 da Billboard Hot 100, bem como na Digital Songs em 64. Na Austrália, estreou na ARIA Singles Chart na quinquagésima posição, subindo para a vigésima quarta sem qualquer tipo de promoção no país. Na Coreia do Sul, a remistura "Rockstar 101" (Chew Fu Teachers Pet Fix Extended) debutou no 61.º lugar na Gaon International Chart.

### Posições
| Tabela musical (2010)                                | Melhor posição |
| ---------------------------------------------------- | -------------- |
| Austrália - ARIA Singles Chart                       | 24             |
| Coreia do Sul - Gaon International Chart             | 61             |
| Estados Unidos - Billboard Hot 100                   | 64             |
| Estados Unidos - Billboard Dance/Club Play Songs     | 2              |
| Estados Unidos - Billboard R&B/Hip-Hop Digital Songs | 10             |

## Créditos
Todo o processo de elaboração da canção atribui os seguintes créditos pessoais:
- Rihanna – vocalista principal, composição;
- Slash - músico convidado,
- The-Dream - composição, produção;
- Tricky Stewart - composição, produção;
- Makeba Riddick - produção vocal;
- Marcos Tovar - engenharia;
- Brian "B-LUV" Thomas - engenharia;
- Andrew Wuepper - engenharia;
- Chris "TEK" O’Ryan - engenharia;
- Pat Thrall - engenharia adicional;
- Luis Navarro, AJ Clark, Jason Sherwood, Steven Dennis - assistência;
- Jaycen Joshua  - mistura;
  - Giacncarlo Lino - assistência.
- Tim Stewart - guitarra;
- Monte Neuble - teclado.

## Histórico de lançamento
"Rockstar 101" foi enviado para as áreas radiofónicas mainstream e rhythmic a 18 de Maio de 2010 através da Def Jam. Mais tarde, foi lançado um extended play (EP) com um conjunto de remisturas a partir da faixa original, disponibilizado em formato digital a 2 de Junho do mesmo ano na extinta Masterbeat e em Julho na iTunes Store.
| País           | Data                | Formato                                 | Editora discográfica |
| -------------- | ------------------- | --------------------------------------- | -------------------- |
| Estados Unidos | 18 de Maio de 2010  | Rádios mainstream e rhythmic            | Def Jam Recordings   |
| Estados Unidos | 2 de Junho de 2010  | EP digital - The Remixes (Masterbeat)   | Def Jam Recordings   |
| Estados Unidos | 13 de Julho de 2010 | EP digital - The Remixes (iTunes Store) | Def Jam Recordings   |
| Austrália      | 19 de Julho de 2010 | Rádios mainstream                       | Def Jam Recordings   |